# 험블 번들
험블 번들(영어: Humble Bundle)은 미국 기반의 비디오 게임 디지털 배급 판매 사이트이다. 2010년에 설립돼 본래 게임 묶음을 제한기간 동안 원하는 만큼 지불로 판매해 자선단체와 개발자에게 지급하는 번들 사이트로 출발했다. 이후 사업을 확장해 항시 운영하는 디지털 상점 험블 스토어를 개장했다. 험블 번들 운영 주체는 처음에는 울파이어 게임스가 맡았으며 2017년 10월 지프 데이비스가 자회사 IGN을 통해 기업을 인수해 운영중이다. 본사는 미국 캘리포니아 샌프란시스코에 있다.
초기 번들은 소규모 개발사가 개발한 인디 게임을 중시하고 크로스 플랫폼(마이크로소프트 윈도우, macOS 및 리눅스)과 디지털 권리 관리(DRM) 제외를 특징으로 내세웠다. 몇 달을 주기로 험블 번들 행사를 개시하며 2주 동안 진행해 평균 1백만 달러 이상의 수익을 냈다. 이후 번들 주기가 축소되고 대규모 개발사도 영입하기 시작했으며, 안드로이드 기반 게임 번들, 게임 잼 홍보성 번들, 디지털 형태의 책, 음악 및 만화 번들도 판매했다. 이후 번들 주기가 일정해졌며 상시 열리는 디지털 플랫폼 운영이 시작했다.
험블 번들이 지원하는 단체로 기아대책행동, 차일즈 플레이, 전자 프런티어 재단, 채리티: 워터, 미국 적십자사와 위키미디어 재단이 있다. 2014년 10월 기준으로 참가 개발자들은 1억 달러 이상 수익을 벌었다. 2021년 9월 기준으로 험블 번들이 50여 단체를 중심으로 모금한 금액은 2억 달러 이상이다. 험블 번들의 성공은 인디갈라와 인디 로열같은 '원하는 만큼 지불' 번들을 유행시켰다.
2017년부터 《슬레이 더 스파이어》와 《어 햇 인 타임》을 시작으로 소규모 개발사들을 지원하고 게임을 배급해 수익을 분배한다.

## 사업

### 험블 스토어

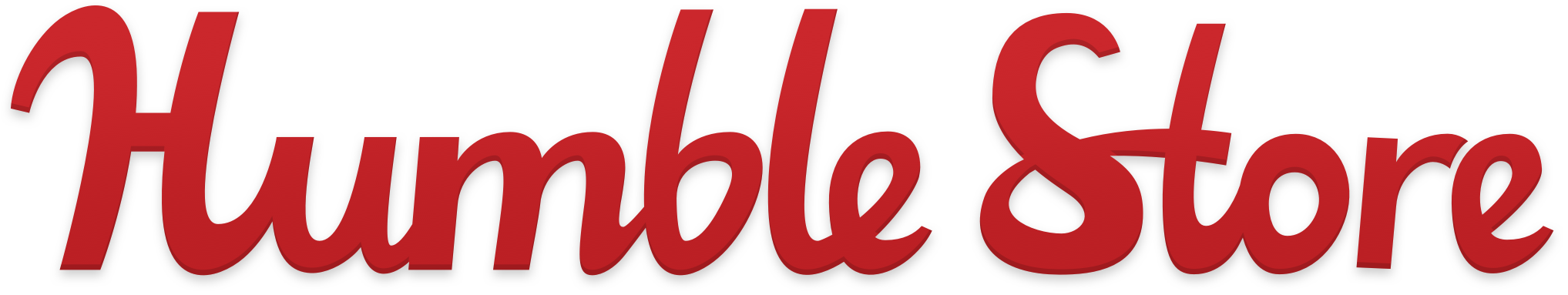
험블 스토어 로고

험블 스토어는 험블 번들이 제공했던 개발사별 판매 시스템의 연장선에서 탄생한 디지털 상점이다. 본래 험블 번들이 개인에게 제공했던 디지털 판매 및 다운로드 제공 서비스를 총괄적으로 제공한다. 험블 번들 개발진의 조슈아 놀스는 "개발자들이 자사의 웹사이트를 통해 쉽게 판매하고 소비자들이 불편없이 구매할 수 있는 경험을 제공하는 무언가를 창조하고 싶었다"고 말했다.

### 배급

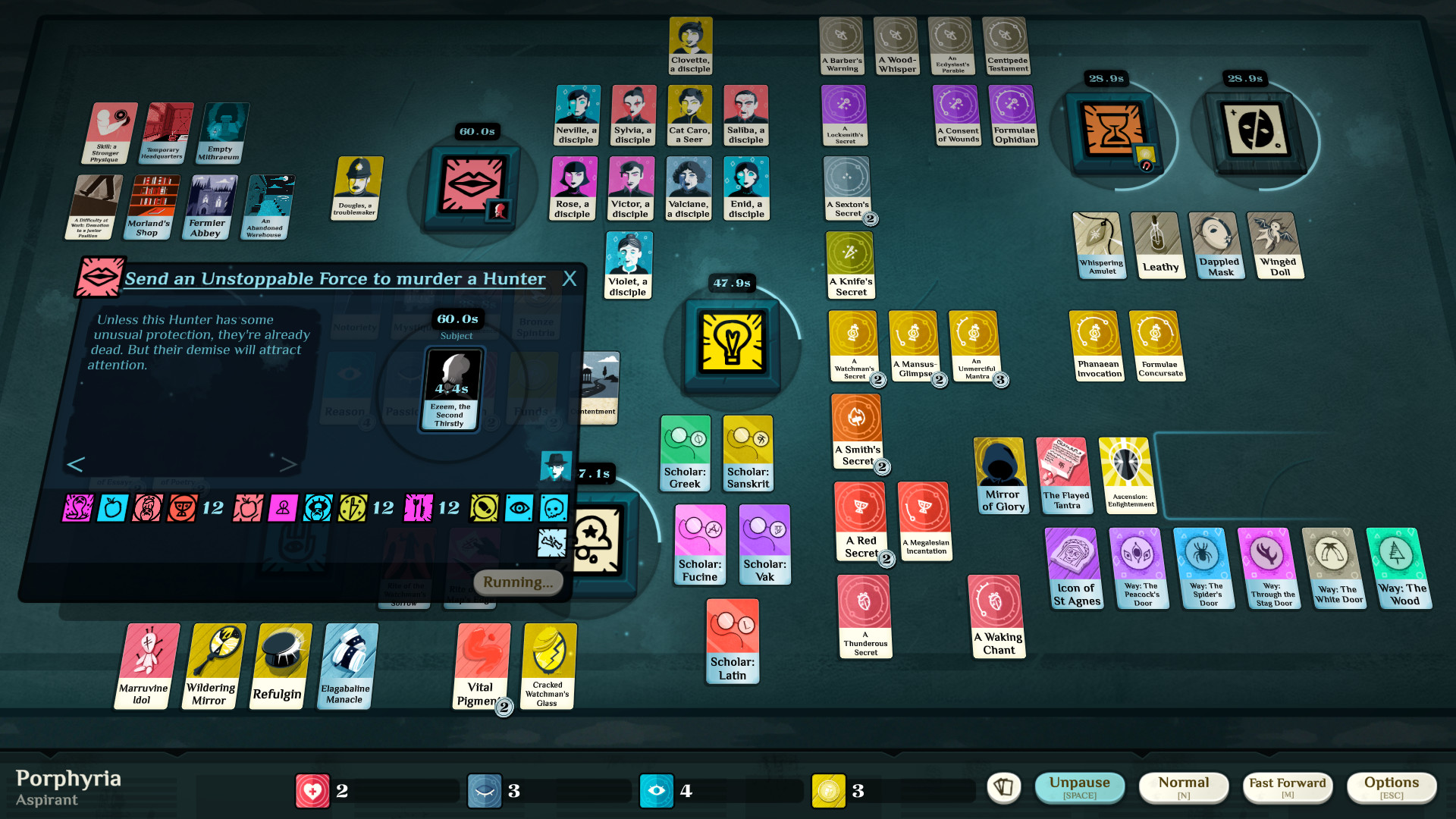
《컬티스트 시뮬레이터》는 2018년 험블 번들이 배급했다.

2017년 2월, 험블 번들은 자사의 경험을 바탕으로 개발자들을 위해 컴퓨터, 게임기 및 모바일 기기를 포함한 다중 플랫폼로 배급사업을 시작한다고 발표했다. 초기에 계약한 《슬레이 더 스파이어》와 《어 햇 인 타임》같은 게임들을 포함해 험블 번들이 배급한 게임들은 "험블 번들 제공(Presented by Humble Bundle)"라는 문구가 붙는다. 험블 번들의 배급사 대표 존 폴슨은 험블 번들이 제공하는 여러 옵션들을 자의적으로 선택하게 함으로써 타 배급사의 추종을 불허할만큼 다양한 개발자들의 수요를 충족할 수 있다고 발언했다. 2020년 5월, 해당 부서는 '험블 게임스'로 개명했다.
2020년 6월, 험블 번들은 '흑인 게임 개발자 재단'을 공개했다. 험블 게임스를 통해 유색인 게임 개발자들을 위해 제작 및 홍보를 제공하는 것이 목표이다.

#### 배급한 게임 목록
| 연도 | 제목                              | 개발사                           | 부연설명                                                |
| ---- | --------------------------------- | -------------------------------- | ------------------------------------------------------- |
| 2017 | 슬레이 더 스파이어                | 메가 크릿 게임스                 | 앞서 해보기는 2017년, 정식 출시 2019년.                 |
| 2017 | 어 햇 인 타임                     | 기어스 포 브렉퍼스트             | PC판은 개발사 자비배급                                  |
| 2018 | 이지스 디펜더스                   | 거츠 디파트먼트                  |                                                         |
| 2018 | 위저드 오브 레전드                | Contingent 99                    |                                                         |
| 2018 | 원더송                            | Greg Lobanov, A Shell in the Pit |                                                         |
| 2019 | 디 오큐페이션                     | White Paper Games                |                                                         |
| 2019 | 스타셀                            | Plukit                           |                                                         |
| 2019 | 포리저                            | HopFrog                          |                                                         |
| 2019 | 보이드 배스터즈                   | Blue Manchu                      |                                                         |
| 2019 | 크라잉 선즈                       | Alt Shift                        |                                                         |
| 2019 | 수프라랜드                        | Supra Games                      | Self-published on PC                                    |
| 2020 | 원 스텝 프롬 에덴                 | Thomas Moon Kang                 |                                                         |
| 2020 | 와일드파이어                      | Sneaky Bastards                  |                                                         |
| 2020 | 파에 택틱스                       | Endless Fluff Games              |                                                         |
| 2020 | 팝업 던전                         | Triple B Titles                  |                                                         |
| 2020 | 플로어 13: 딥 스테이트            | Oversight Productions            |                                                         |
| 2020 | 아이켄펠                          | Happy Ray Games                  |                                                         |
| 2020 | 링 오브 페인                      | Simon Boxer, Twice Different     |                                                         |
| 2020 | 카토                              | Sunhead Games                    |                                                         |
| 2020 | 프로젝트 윙맨                     | Sector D2                        |                                                         |
| 2021 | 더 와일드 앳 하트                 | Moonlight Kids                   |                                                         |
| 2021 | 돗지볼 아카데미아                 | Pocket Trap                      |                                                         |
| 2021 | 인투 더 핏                        | Nullpointer Games                |                                                         |
| 2021 | 플린: 선 오브 크림슨              | 스튜디오 선더호스                |                                                         |
| 2021 | 언사이티드                        | Studio Pixel Punk                |                                                         |
| 2021 | 언패킹                            | Witch Beam                       |                                                         |
| 2021 | 넥스트 스페이스 리벨스            | Studio Floris Kaayk              |                                                         |
| 2021 | 아크베일                          | idoz & phops                     |                                                         |
| 2022 | 수프라랜드 식스 인치스 언더       | Supra Games                      |                                                         |
| 2022 | 차이나타운 디텍티브 에이전시      | General Interactive Co.          | Co-published by WhisperGames on PC                      |
| 2022 | 템템                              | Crema                            | 앞서 해보기 2020년 1월, 정식출시 2022년 9월 6일.        |
| 2022 | The Iron Oath                     | Curious Panda Games              | Currently in early access.                              |
| 2022 | 문스카즈                          | Black Mermaid                    |                                                         |
| 2022 | 미드나잇 파이트 익스프레스        | Jacob Dzwinel                    |                                                         |
| 2022 | 프로데우스                        | Bounding Box Software            | 앞서 해보기 PC판 2020년 11월, 정식출시 2022년 9월 22일. |
| 2022 | 고스트 송                         | Old Moon                         |                                                         |
| 2022 | 코럴 아일랜드                     | Stairway Games                   | Currently in early access.                              |
| 2022 | 시그널리스                        | rose-engine                      | 플레이즘과 PC 및 닌텐도 스위치 공동배급                 |
| 2023 | 프로토드로이드 델타               | Adam Kareem                      |                                                         |
| 2023 | 인피니트 기타즈                   | Nikko Nikko                      |                                                         |
| 2023 | 스트레이 갓즈: 더 롤플레잉 뮤지컬 | Summerfall Studios               |                                                         |
| 2023 | 미네코의 야시장                   | Meowza Games                     |                                                         |
| 2023 | 템템: 쇼다운                      | Crema                            |                                                         |
| 2023 | 부시덴                            | Pixel Arc Studios                |                                                         |
| 2023 | While the Iron's Hot              | Bontemps Games                   |                                                         |
| 2024 | Bō: Path of the Teal Lotus        | Squid Shock Studios              |                                                         |
| 2024 | #Blud                             | Exit 73 Studios                  |                                                         |
| 2024 | Lost Skies                        | Bossa Games                      |                                                         |
| TBA  | Billie Bust Up                    | Giddy Goat Games                 |                                                         |
| TBA  | Breeze in the Clouds              | Stormy Nights Interactive        |                                                         |
| TBA  | Cataclismo                        | Digital Sun                      |                                                         |
| TBA  | Monaco 2                          | Pocketwatch Games                |                                                         |
| TBA  | Totemic                           | Collage Games                    |                                                         |
| TBA  | Wizard of Legend II               | Dead Mage                        |                                                         |